# سیارک ۹۱۵۵
سیارک ۹۱۵۵ (به انگلیسی: 9155 Verkhodanov، نامگذاری:1982SM7) نه هزار و صد و پنجاه و پنجمین سیارک کشف شده‌است که در ۱۸ سپتامبر ۱۹۸۲ کشف شد.
قدر مطلق سیارک برابر ۴۰.۷ است.